# Jedwabne (gemeente)
De gemeente Jedwabne is een stad- en landgemeente in het Poolse woiwodschap Podlachië, in powiat Łomżyński.
De zetel van de gemeente is in Jedwabne.
Op 30 juni 2004 telde de gemeente 5634 inwoners.

## Oppervlakte gegevens
In 2002 bedroeg de totale oppervlakte van gemeente Jedwabne 159,42 km², waarvan:
- agrarisch gebied: 77%
- bossen: 17%

De gemeente beslaat 11,77% van de totale oppervlakte van de powiat.

## Demografie
Stand op 30 juni 2004:
| Omschrijving                   | Totaal | Totaal | Vrouwen | Vrouwen | Mannen | Mannen |
| ------------------------------ | ------ | ------ | ------- | ------- | ------ | ------ |
| eenheid                        | aantal | %      | aantal  | %       | aantal | %      |
| inwoners                       | 5634   | 100    | 2754    | 48,9    | 2880   | 51,1   |
| bevolkingsdichtheid (inw./km²) | 35,3   | 35,3   | 17,3    | 17,3    | 18,1   | 18,1   |

In 2002 bedroeg het gemiddelde inkomen per inwoner 1200,24 zł.

## Plaatsen
Bartki, Biczki, Biodry, Biodry-Kolonia, Borawskie, Bronaki-Olki, Bronaki-Pietrasze, Brzostowo, Burzyn, Chrostowo, Chyliny, Grabnik, Grądy Małe, Grądy Wielkie, Janczewko, Janczewo, Jedwabne, Kaimy, Kajetanowo, Kamianki, Karwowo-Wszebory, Kąciki, Kąty, Koniecki, Konopki Chude, Konopki Tłuste, Korytki, Kossaki, Kotowo-Plac, Kotowo Stare, Kotówek, Kubrzany, Kucze Małe, Kucze Wielkie, Kuczewskie, Lipnik, Makowskie, Mocarze, Nadbory, Nowa Wieś, Nowiny, Olszewo-Góra, Orlikowo, Pawełki, Pieńki Borowe, Pluty, Przestrzele, Rostki, Siestrzanki, Stryjaki, Szostaki, Witynie.

## Aangrenzende gemeenten
Piątnica, Przytuły, Radziłów, Stawiski, Trzcianne, Wizna